# Cyathea senex
Cyathea senex är en ormbunkeart som beskrevs av Cornelis Rugier Willem Karel van Alderwerelt van Rosenburgh. Cyathea senex ingår i släktet Cyathea och familjen Cyatheaceae. Inga underarter finns listade.